# Office lady

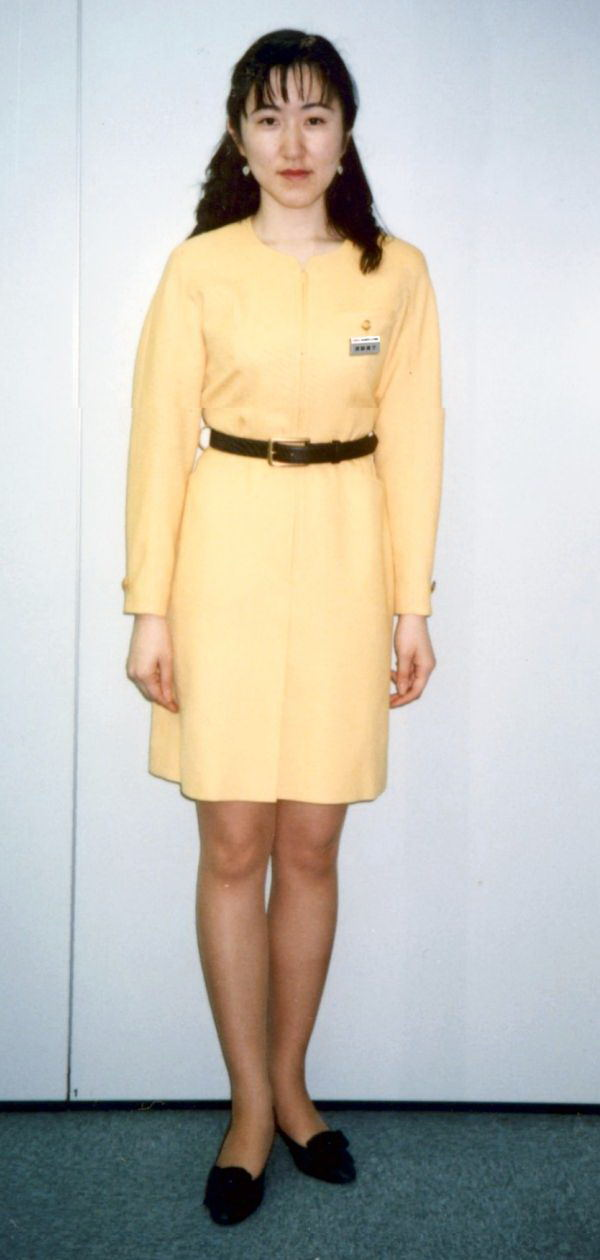
Una dona japonesa amb uniforme de treball (cap a la dècada de 2000)

Una office lady «senyora d'oficina», és una treballadora d'oficina al Japó que realitza generalment tasques de cura, tradicionalment atribuïdes a les dones, com ara de secretaria o altres tasques administratives menors. Les office lady solen ser personal permanent a jornada complet, encara que les feines que desenvolupen solen tenir relativament poques oportunitats de promoció, i sol haver-hi l'expectativa tàcita que deixin la seva feina un cop es casin. En japonès es diuen オフィスレディー, Ofisuredī, sovint abreujat OL (オーエル, pronounciat [o̞ːe̞ɾɯ̟ᵝ]
A causa de la influència de la cultura popular japonesa a la Xina continental, Taiwan i Hong Kong, el terme també s'hi fa servir. Tanmateix, el significat hi és lleugerament diferent.

## Història
L'augment de les office ladies va començar després de la Segona Guerra Mundial, a mesura que les oficines es van expandir. Primer es coneixien com a «BG» (per a Business Girls, en català "noies de negocis"), però més tard es va trobar que els angloparlants utilitzaven un acrònim similar, B-girls, per referir-se a dones que treballaven en un bar. Josei Jishin, una revista femenina, va fer un concurs per trobar un millor nom i es va triar finalment el terme office lady.
A la dècada de 1980, ser office lady era la feina més habitual per a les dones japoneses. Representaven aproximadament un terç de la mà d'obra femenina.
Segons Miyako Inoue, Llei d'igualtat d'oportunitats laborals promulgada el 1986 crea recursos legals a les empleades en cas de tractament injust en el lloc de treball o bé d'assetjament sexual. Tot i que la llei pràcticament no va tenir cap efecte en el canvi de les pràctiques laborals discriminatòries, el govern la va promoure a nivell nacional.
L'estereotip de l'office lady apareix sovint al manga i l'anime josei, sovint representat per noies atractives, intel·ligents i melancòlics, avorrides amb la feina, pressionades per la família i amb problemes psicològics.

## Discriminació sexual
A la fi del segle xx, les office ladies solien ser representades com a passives i submises perquè semblaven que no els importava la discriminació sexual que patien al lloc de treball. Moltes tenen formació, però tot i així se les tractava com a treballadores poc qualificades. El fet que les office ladies eren normalment les encarregades de servir el te als líders d'oficina i als empleats masculins. Aquesta obligació il·lustra els prejudicis i discriminació sexual que patien a les empreses japoneses. També el fet que, sovint, eren conegudes com a shokuba no hana («flors d'oficina»).
Pel costum d'abandonar l'empresa després de casar-se, els empresaris, per tant, no no invertien gaire diners per formar-les. No obstant això, moltes es conformen amb la seva posició i salari baix perquè ula majoria viuen amb els pares i no s'han de preocupar per les despeses diàries.

## Ocupació
La taxa d'ocupació femenina japonesa ha anat augmentant des de 1960. L'any 1995, gairebé el 40% de la població activa eren dones. Els patrons d'edat dels homes i les dones ocupats difereixen molt. El 75 per cent de les dones de vint anys tenen feina, i el percentatge disminueix significativament quan s'apropen als trenta, quan la majoria es casen i comencen a formar una família. (El percentatge va baixar fins al 55 per cent per a les dones de trenta anys. També hi ha una tendència de les dones majors de 34 anys a tornar al món laboral en una feina a temps parcial, fet que fa que la taxa d'ocupació de les dones augmenti a partir de la trentena. Els homes, en canvi, s'adhereixen contínuament al mercat laboral després d'haver aconseguit una feina a la primeria dels vint anys. Per tant, la taxa de participació en la mà d'obra masculina continua sent alta (95%) als 30, 40 i principi dels 50.
Cal destacar que gairebé un terç de totes les dones empleades l'any 1995 tenien feines administratives; la majoria eren office ladies. Però la proporció és molt menor per als homes: només el 15% fan tasques administraves. Moltes dones tenen poc o gaire oportunitats de promoció. Només l'1% de les empleades són directius o funcionaris; en canvi, aquesta xifra és gairebé una setena part per als homes.

## Estructura jeràrquica i tensió
A les empreses japoneses, l'antiguitat és crucial: determina no només els salaris, sinó també les posicions a l'empresa. Els empleats amb una antiguitat més curta han de mostrar respecte als que tenen més antiguitat.
La paraula doki es fa servir per descriure la relació entre els que entren a l'empresa el mateix any o tenen la mateixa antiguitat. Si dos empleats són doki, se suposa que tenen la mateixa posició. De la mateixa manera, senpai (sènior) i kohai (júnior) també s'utilitzen habitualment per mostrar la jerarquia a les empreses japoneses.
Una empleada júnior ha d'utilitzar termes educats com desu i masu quan parla amb el seu senpai. El senpai, en canvi, no necessita mantenir tant l'etiqueta amb el seu kohai. Si bé la pertinença és l'únic estàndard que determina la posició, tant al grup com a l'empresa, els diferents granus de formació de les office ladies pot provocar tensió entre elles: les office ladies que són graduades universitaries poden tenir rangs oficials més alts que les que només tenen la formació secundària, fins i tot si aquestes últimes tenen més antiguitat.
De vegades, a causa de la diferència en la seva formació, una kohai pot tenir un salari i un rang oficial més alt que la seva senpai. Com a resultat, la kohai pot no voler mostrar deferència amb la senpai, mentre que aquesta considerarà injust que se li pagui un sou més baix. Aquestes disputes entre les pròpies office ladies dificulten que s'uneixin per a fer front comú contra la discriminació de gènere.